# Альфред Гальбан
Альфред Гальбан (пол. Alfred Halban; 1865—1926, Львів) — польський історик права.

## Біографія
Він був сином Леона Блюменстока, професора судової медицини. Навчався на юридичному факультеті Ягеллонського університету (разом з Владиславом Абрагамом і Освальдом Бальцером був учасником семінару, проведеного Міхалом Бобжинським), там же в 1889 році вивчав церковне право і в наступному році став доцентом Ягеллонського університету. У 1905 році переїхав до Львівського університету.
Був депутатом Буковинського крайового сейму (1904—1910) і Галицького Сейму (1908—1914), а в 1911—1918 роках — парламенту Австрії. У 1909 році став членом Львівського юридичного товариства.
Під час Першої світової війни організував у Відні три польські середні школи для польської молоді. Після того, як Польща відновила незалежність, став членом Законодавчого Сейму (1919), а також був ректором Львівського університету.
Похований на Раковицькому цвинтарі у Кракові.

## Нагороди
- Командорський хрест із зіркою ордена Відродження Польщі (2 травня 1923)
- Командорський хрест ордена Франца Йосифа (Австро-Угорщина)[6]
- Орден Залізної Корони ІІІ ступеня (Австро-Угорщина)[6]
- Бронзова ювілейна пам'ятна медаль 1898
- Ювілейний хрест